# Блюмер, Игнацы
Игнатий Александр Блюмер (пол. Ignacy Blumer; 1773, Ольша, Австрия — 1830, Варшава, Российская империя) — польский, французский и русский генерал, масон.

## Биография
Родился 31 июля 1773 года в Ольше на Подолье. Семья Блюмеров (первоначально: О’Блюмер) имела ирландское происхождение, переехав в Россию во времена правления Петра I: дед Игнатия был полковником английской артиллерии; отец, женившись на Анелии Шавронской, поселился на территории Западной Украины, в Подолье, отошедшей Австрии после первого раздела Речи Посполитой.
Игнатий Блюмер в составе польской армии сражался в войне с Россией 1792 года (в том числе под Зеленцами). В дальнейшем участвовал в Восстании Костюшко, после поражения которого эмигрировал и вступил во французские Польские легионы. Сражался в Италии, участвовал в экспедиции на остров Сан-Доминго. После того, как Наполеоном было создано Великое герцогство Варшавское, перешёл на службу в польскую армию, союзную французской, в составе которой в 1809 году участвовал в войне с Австрией. Отличился в сражении под Рашином, после чего был награждён орденом Virtuti Militari.
В составе V (Польского) армейского корпуса Великой армии Наполеона принял участие в походе на Россию в 1812 году. За участие в сражении под Смоленском произведён в полковники и награждён орденом Почётного легиона. В Бородинском сражении командовал 1-й бригадой в составе пехотной дивизии генерала Красинского в составе польского корпуса.
После окончания Наполеоновских войн вернулся на родину (в Царство Польское) и поступил на русскую службу. В 1818 году был произведён в генерал-майоры.
Когда вспыхнуло ноябрьское восстание 1830 года, генерал-майор Блюмер был одним из немногих поляков, которые сохранили верность своей присяге и России. Игнатий Блюмер погиб 29 ноября 1830 года, в первую же ночь, сражаясь против повстанцев. Был похоронен на кладбище Старые Повонзки.
В память о верных присяге генералах-поляках, среди которых был и генерал-майор Игнатий Блюмер, в 1841 году — через 10 лет после подавления ноябрьского восстания — на одной из варшавских площадей по распоряжению императора Николая I был сооружён Памятник, предварительные наброски и эскизы к которому выполнил сам император. На монументе была высечена надпись: «Полякам, полегшим в 1830 году за верность своему Монарху» (пол. «Polakom poległym w 1830 roku za wierność swemu Monarsze»). В ходе событий Первой мировой войны памятник был снесён.

## Семья
Был женат дважды: с 1805 года — на итальянской графине Марии Бенице Чеккопьери (1790—1828), от которой у него не было детей; с 1829 года — на Констанции Бонин-Славяновской), от которой у него родился сын, который был ещё жив в 1870 году, когда он и сообщил о смерти своей матери в Мерано, 4 мая 1870 года.

## Масонство
Был членом ложи «Les Frères réuni» (Великий восток Франции) в Кап-Франсэ (Сан-Доминго), а после возвращения во Францию в 1804 году в качестве мастера ложи «Ла Коломб» (ВВФ) в Париже. 3 июля 1805 года он присоединился (присоединился) к ложе «Frères unis» (Великий восток Италии в Милане). Принадлежал к ложе «Сен-Луи де ла Мартиника де Фререс Реюнис» (ВВФ) в Париже.